# 費爾菲爾德鎮區 (北卡羅萊納州海德縣)
費爾菲爾德鎮區（英語：Fairfield Township）是位於美國北卡羅萊納州海德縣的一個鎮區。

## 地方資料
費爾菲爾德鎮區的面積為215.22平方千米，皆為陸地。根據2020年美國人口普查的數據，當地共有人口971人，而人口密度為每平方千米4.51人。